# Hippocampus jayakari
Hippocampus jayakari é uma espécie de peixe da família Syngnathidae.
Pode ser encontrada nos seguintes países: Israel, Omã e Paquistão.
Os seus habitats naturais são: pradarias aquáticas subtidais.